# Гіпохлорит кальцію
Гі́похлори́т ка́льцію, ка́льцій гі́похлори́т — неорганічна сполука складу Ca(ClO)2. Речовина є білими кристалами, легко поглинає з повітря вологу та вуглекислий газ. Проявляє сильні окисні властивості.
Застосовується для відбілювання тканин, паперу, для знезараження води (дезінфекції), а також для синтезу інших гіпохлоритів.

## Фізичні властивості
Гіпохлорит кальцію є білим кристалами. Сполука поглинає вологу з повітря, утворюючи гідрати із двома—чотирма молекулами H2O.
Вибухонебезпечний у присутності органічних сполук.

## Отримання
Гіпохлорит кальцію отримують шляхом хлорування гідроксиду кальцію (гашеного вапна) із наступним розділенням суміші шляхом випарювання за низького тиску:
{\displaystyle \mathrm {Ca(OH)_{2}+Cl_{2}\longrightarrow Ca(ClO)_{2}+CaCl_{2}+H_{2}O} }
Застосовується метод обробки реакційної суміші гідроксидом натрію (каустичною содою) для уникнення утворення зайвих солей кальцію:
{\displaystyle \mathrm {Ca(OH)_{2}+2Cl_{2}+2NaOH\longrightarrow Ca(ClO)_{2}+2NaCl+H_{2}O} }
Використовується також обмінна реакція — взаємодія холодного гіпохлориту натрію та солей кальцію (або гідроксиду):
{\displaystyle \mathrm {CaCl_{2}+2NaClO\longrightarrow Ca(ClO)_{2}+2NaCl} }

## Хімічні властивості
Гіпохлорит кальцію, як й інші гіпохлорити, є малостійким. При нагріванні понад 175 °C він розкладається з виділенням кисню:
{\displaystyle \mathrm {Ca(ClO)_{2}\longrightarrow CaCl_{2}+O_{2}\uparrow } }
У гарячих розчинах гіпохлориту може відбуватися реакція диспропорціонування:
{\displaystyle \mathrm {3Ca(ClO)_{2}\longrightarrow Ca(ClO_{3})_{2}+2CaCl_{2}} }
Утворені гіпохлоритом кристалогідрати дегідратуються при низьких температурах:
{\displaystyle \mathrm {Ca(ClO)_{2}\cdot 3H_{2}O{\xrightarrow {50^{o}C}}Ca(ClO)_{2}+2H_{2}O} }
Якщо речовина зберігається у негерметичних контейнерах, вона поглинає з повітря вуглекислий газ:
{\displaystyle \mathrm {Ca(ClO)_{2}+CO_{2}+H_{2}O\longrightarrow CaCO_{3}+2HClO} }
При взаємодії із хлоридною кислотою виділяється газуватий хлор:
{\displaystyle \mathrm {Ca(ClO)_{2}+4HCl\longrightarrow CaCl_{2}+2Cl_{2}+2H_{2}O} }
Гіпохлорит кальцію є сильним окисником. Він активно взаємодіє із сульфатною кислотою, виділяючи кисень:
{\displaystyle \mathrm {Ca(ClO)_{2}+H_{2}SO_{4}\longrightarrow CaSO_{4}+O_{2}\uparrow +2HCl} }

## Застосування
Основним застосуванням гіпохлориту кальцію є відбілювання тканин, паперу та дезінфекція води. Однак, його використання є обмеженим через схильність до взаємодії із вуглекислим газом в повітрі та, як наслідок, втраті окисних властивостей. Тому його використовують для синтезу більш стійкого та дорожчого гіпохлориту натрію.